# 10162 Іссумбосі
10162 Іссумбосі (10162 Issunboushi) — астероїд головного поясу, відкритий 2 січня 1995 року.
Тіссеранів параметр щодо Юпітера — 3,472.
Названий на честь Іссумбосі - героя у багатьох старих японських казках.